# فرنسيسكو أوجارت
فرنسيسكو أوجارت (بالإسبانية: Francisco Ugarte)‏ (21 مارس 1959 في تشيلي - ) هو مدرب كرة قدم ولاعب كرة قدم تشيلي في مركز الوسط. شارك مع منتخب تشيلي لكرة القدم. أما مع النوادي، فقد لعب مع إيفرتون دي فينا ديل مار وباس جيانينا ونادي أوهيجينس ونادي رويال شارلروا ويونيون إسبانيولا وهواتشيباتو ونادي كونسيبسيون ‏ وProvincial Osorno ‏ وتراساندينو دي لوس أنديس ‏ وDeportes Ovalle ‏ ولاسيرينا ونادي كوبريلوا ويونيون لا كاليرا.

## وصلات خارجية
- فرنسيسكو أوجارت على موقع عالم كرة القدم.نت (الإنجليزية)